# Spinochariesthes albomaculata
Spinochariesthes albomaculata là một loài bọ cánh cứng trong họ Cerambycidae.